# MHSKスタジアム
MHSKスタジアム(英: MHSK Stadium)は、ウズベキスタンの首都タシュケントに所在した多目的スタジアムである。

## 概要
正式名称はマルカジイ・ハルビイ・スポルト・クルビ・スタジアム (Markaziy Harbiy Sport Klubi Stadium)。それぞれの頭文字をとってMHSKスタジアムと呼ばれている。1986年に設立された。収容人数は16,500人。主にサッカーの試合に用いられる。
ウズベク・リーグに所属するFCブニョドコルがホームスタジアムとして使用していた が、2008年に33,000人を収容する新たなスタジアムを建設することになり、取り壊しが決まった。FCブニョドコルはMHSKスタジアムの跡地に出来るブニョドコル・スタジアムが完成するまでの間JARスタジアムを使用している。

## 交通アクセス
タシュケント地下鉄チランザール線のミルゾ・ウルグベク駅より徒歩1分。